# Pareh Sar
Pareh Sar (persiska: پره سر) är en ort i Iran.   Den ligger i provinsen Gilan, i den nordvästra delen av landet, 300 km nordväst om huvudstaden Teheran. Pareh Sar ligger 22 meter över havet och antalet invånare är 7 875.
Terrängen runt Pareh Sar är platt åt nordost, men åt sydväst är den kuperad. Runt Pareh Sar är det ganska glesbefolkat, med 45 invånare per kvadratkilometer. Närmaste större samhälle är Reẕvānshahr, 8,1 km sydost om Pareh Sar. Trakten runt Pareh Sar består till största delen av jordbruksmark.